# Callohesma geminata
Callohesma geminata là một loài Hymenoptera trong họ Colletidae. Loài này được Cockerell mô tả khoa học năm 1911.